# Léon Huybrechts
Léon Huybrechts (Anversa, 11 febbraio 1876 – 9 febbraio 1956) è stato un velista belga.
Ha vinto tre medaglie olimpiche nella vela: una medaglia d'oro alle Olimpiadi 1924 tenutesi a Parigi nella gara di Olympic Monotype, una medaglia d'argento alle Olimpiadi di Londra 1908 nella categoria 6 metri e una medaglia d'argento alle Olimpiadi di Anversa 1920 anche in questo caso nella categoria 6 metri.
Era fratello del velista Louis Huybrechts.